# لويس بيريز سالا
لويس بيريز سالا (بالإسبانية: Luis Pérez-Sala)‏ مواليد 15 مايو 1959، هو سائق فورملا 1 إسباني سابق كان قد بدأ مسيرته الاحترافية سنة 1988. كان أول سباق له هو سباق الجائزة الكبرى البرازيلي 1988. خاض خلال مسيرته 32 سباقاً.

## سباقات شارك فيها
- بطولة العالم للسيارات الرياضية
- بطولة فورمولا 3 الإيطالية
- بطولة العالم لسيارات السياحة